# Tour d'Orània
El Tour d'Orània fou una competició ciclista per etapes que es disputà a la regió als voltants d'Orà (Algèria). La primera edició data del 2015 ja formant part de l'UCI Africa Tour, amb una categoria 1.2. La darrera fou el 2018.

## Palmarès
| Any  | Vencedor        | Segon             | Tercer         |
| ---- | --------------- | ----------------- | -------------- |
| 2015 | Azzedine Lagab  | Nabil Baz         | Adel Barbari   |
| 2016 | Luca Wackermann | Essaïd Abelouache | Tomas Vaitkus  |
| 2018 | Laurent Évrard  | Davide Rebellin   | Azzedine Lagab |